# OpenType
OpenType font format je skalabilni format računalskih znakovnika. Razvila ga je tvrtka Microsoft, a kasnije se projektu priključio Adobe Systems.
OpenType je prvi put predstavljen 1996., s velikim brojem tipova različitih znakovnika (karaktera slova). Isporuka je krenula 2000. – 2001. Tvrtka Adobe, prihvatila se preinake svoje biblioteke fontova u OpenType format ( 2002. )
posao je bio gotov 2005., tako da danas postoji oko 10 000 fontova u  OpenType formatu.  Od 2006., svaki veći proizvođač (kreator) fontova, a i brojni manji razvija nove tipove fontova i u  OpenType formatu.

## Povijest
OpenType font format, razvijen je s ciljem da bude sljednik TrueType formata fontova, koji je razvijen u tvrtci Apple Computer, a licencirao ga je Microsoft. OpenType, trebao je zamijeniti i Type 1  kao i ("PostScript") font formate koje je razvila tvrtka Adobe.
Microsoft je pokušao doći do licence za takozvanu Appleovu naprednu tipografsku tehnologiju, GX Typography, ranih devedesetih, s obzirom na to da je odbijen, krenuo je u razvoj vlastite 1994. pod nazivom TrueType Open. 1996. pridružio mu se Adobe sa svojom već razvijenom podrškom za ocrtne fontove(outlines fonts) upotrebljavanom kod Type 1 fontova. Ime OpenType je trebalo označiti kombinaciju ovih dviju tehnologija.

## Vanjske poveznice
- Adobe - Fonts : OpenType
- The OpenType Specification (Adobe)  Arhivirana inačica izvorne stranice od 8. ožujka 2008. (Wayback Machine)
  - Layout Tags  Arhivirana inačica izvorne stranice od 31. prosinca 2007. (Wayback Machine)
- The OpenType Specification (Microsoft)
- HarfBuzz - OpenType Layout engine based on FreeType